# Медзане ди Сото
Медза̀не ди Со̀то (на италиански: Mezzane di Sotto; на венециански: Mesan, Месан) е малко градче и община в Северна Италия, провинция Верона, регион Венето. Разположено е на 122 m надморска височина. Населението на общината е 2512 души (към 2015 г.).